# 1486年
| 千纪： | 2千纪 |
| 世纪： | 14世纪 \| 15世纪 \| 16世纪                                                                                 |
| 年代： | 1450年代 \| 1460年代 \| 1470年代 \| 1480年代 \| 1490年代 \| 1500年代 \| 1510年代                           |
| 年份： | 1481年 \| 1482年 \| 1483年 \| 1484年 \| 1485年 \| 1486年 \| 1487年 \| 1488年 \| 1489年 \| 1490年 \| 1491年 |
| 纪年： | 丙午年（马年）；明成化二十二年；越南洪德十七年；日本文明十八年                                             |

## 大事记
- 鞑靼别部那孩攻朵颜三卫杀巴延等。1487年，朵颜三卫避至明边塞附近驻牧。
- 達延汗派遣郭爾羅斯部領主脫火赤少師擊殺亦思馬勒。
- 1月18日：蘭開斯特王朝亨利七世與约克王朝爱德华四世之女约克的伊丽莎白结婚，宣布约克和兰开斯特两大家族合并，结束了玫瑰戰爭，8月22日建立都鐸王朝。
- 10月10日，葡萄牙國王若昂二世任命迪亞士帶領一支探險隊沿非洲大陸海岸航行，以尋找一條繞過非洲大陸到達印度的貿易航線。

## 出生
- 朱祐枢，明朝荣庄王，明宪宗朱见深第十三子。

## 逝世
- 亦思馬勒，明朝时蒙古西部乜克力部首领，癿加思兰的族弟。